# 에리트레아 대통령
에리트레아국의 대통령(티그리냐어: ፕሬዝዳንትሃገረ ኤርትራ)은 에리트레아의 국가 원수이자 행정 수반이며, 의회 수장이다.
1993년 4월 국민투표를 통해 독립이 확정된 이후 6월 8일 선거에서 초대 대통령이 선출되었으며, 의회에 의해 4년 임기 동안 정당법과 언론법 등을 입안, 비준하고 헌법에 기초한 선거를 예정한 선언문이 공포되었다.
1997년 5월 23일 대통령제 공화국으로 하는 헌법이 채택되었으나 미발효된 상태이며, 대통령은 연임이 가능한 5년 임기로 16개 부로 구성된 내각의 의장이다.

## 에리트레아 대통령 목록
| 대                   | 사진                 | 이름                                            | 임기                 | 임기                 | 선거                 | 정당                   |                      |
| 대                   | 사진                 | 이름                                            | 취임일               | 퇴임일               | 선거                 | 정당                   |                      |
| 에리트레아 임시 정부 | 에리트레아 임시 정부 | 에리트레아 임시 정부                            | 에리트레아 임시 정부 | 에리트레아 임시 정부 | 에리트레아 임시 정부 | 에리트레아 임시 정부   | 에리트레아 임시 정부 |
| -------------------- | -------------------- | ----------------------------------------------- | -------------------- | -------------------- | -------------------- | ---------------------- | -------------------- |
| -                    |                      | 이사이아스 아페웨르키 (1946.2.2 ~ ) ኢሳይያስ ኣፈወርቂ | 1991년 4월 27일      | 1993년 5월 24일      | 임시 정부 서기장     | 에리트레아인민해방전선 |                      |
| 에리트레아국         |                      |                                                 |                      |                      |                      |                        |                      |
| 1                    |                      | 이사이아스 아페웨르키 (1946.2.2 ~ ) ኢሳይያስ ኣፈወርቂ | 1993년 5월 24일      |                      | 1993년 대선          | 민주정의인민전선       |                      |